# Văn hóa Kitô giáo
Văn hóa Kitô giáo là tập tục văn hóa phổ biến trong Kitô giáo. Với sự mở rộng nhanh chóng của Kitô giáo sang châu Âu, Syria, Lưỡng Hà, Tiểu Á, Ai Cập, Ethiopia và Ấn Độ và vào cuối thế kỷ 4 tôn giáo này cũng đã trở thành tôn giáo chính thức của Đế chế La Mã. Văn hóa Kitô giáo đã ảnh hưởng và đồng hóa nhiều từ Greco- Roman Byzantine, Văn hóa phương Tây, Trung Đông, Slav, Kavkaz và có thể từ Ấn Độ.
Văn hóa phương Tây, trong hầu hết lịch sử của nó, gần như tương đương với văn hóa Kitô giáo, và nhiều người dân ở bán cầu phương Tây có thể được mô tả rộng rãi là Kitô hữu có văn hóa. Khái niệm "Châu Âu" và "Thế giới phương Tây" có mối liên hệ mật thiết với khái niệm " Kitô giáo và Kitô giáo ", nhiều người thậm chí cho rằng Kitô giáo là mối liên kết tạo nên một bản sắc châu Âu thống nhất. Nhà sử học Paul Legutko của Đại học Stanford cho biết Giáo hội Công giáo là "trung tâm của sự phát triển các giá trị, ý tưởng, khoa học, luật pháp và các thể chế tạo nên cái mà chúng ta gọi là văn minh phương Tây".
Mặc dù văn hóa phương Tây có một số tôn giáo đa thần trong những năm đầu dưới đế chế Hy Lạp và La Mã, khi quyền lực La Mã tập trung suy yếu, sự thống trị của Giáo hội Công giáo là lực lượng nhất quán duy nhất ở Tây Âu. Cho đến thời đại khai sáng, Văn hóa Kitô giáo đã hướng dẫn tiến trình triết học, văn học, nghệ thuật, âm nhạc và khoa học. môn nghệ thuật Kitô giáo về nghệ thuật tương ứng sau đó đã phát triển thành triết học Kitô giáo, nghệ thuật Kitô giáo, âm nhạc Kitô giáo, văn học Kitô giáo, v.v. Nghệ thuật và văn học, luật pháp, giáo dục và chính trị đã được bảo tồn trong các giáo lý của Giáo hội, trong một môi trường mà, nếu không có nó, thì đã làm các môn này bị thất truyền. Giáo hội thành lập nhiều thánh đường, trường đại học, tu viện và chủng viện, một số trong đó tiếp tục tồn tại đến ngày nay. Kitô giáo thời trung cổ đã tạo ra các trường đại học hiện đại đầu tiên. Giáo hội Công giáo đã thiết lập một hệ thống bệnh viện ở Châu Âu thời Trung cổ, đã cải thiện rất nhiều về valetudinaria của La Mã. Những bệnh viện này được thành lập để phục vụ cho "các nhóm xã hội cụ thể bị thiệt thòi bởi nghèo đói, bệnh tật và tuổi tác", theo nhà sử học của bệnh viện, Guenter Risse. Kitô giáo cũng có tác động mạnh mẽ đến tất cả các khía cạnh khác của cuộc sống: hôn nhân và gia đình, giáo dục, nhân văn và khoa học, trật tự chính trị và xã hội, kinh tế và nghệ thuật.
Kitô giáo đã có một tác động đáng kể đến giáo dục và khoa học và y học khi nhà thờ tạo ra các cơ sở của hệ thống giáo dục phương Tây, và là nhà tài trợ của các trường đại học sáng lập ở thế giới phương Tây vì trường đại học thường được coi là một tổ chức có nguồn gốc trong bối cảnh Kitô giáo thời trung cổ. Nhiều giáo sĩ trong suốt lịch sử đã có những đóng góp đáng kể cho khoa học và đặc biệt Dòng Tên đã có nhiều đóng góp đáng kể cho sự phát triển của khoa học.   Ảnh hưởng văn hóa của Kitô giáo bao gồm phúc lợi xã hội, bệnh viện sáng lập, kinh tế học (như đạo đức làm việc của Tin lành), luật tự nhiên (sau này sẽ ảnh hưởng đến sáng tạo luật pháp quốc tế), chính trị, kiến trúc, văn học, vệ sinh cá nhân, và cuộc sống gia đình. Kitô giáo đã đóng một vai trò trong việc chấm dứt các tập quán phổ biến giữa các xã hội không phải Kitô giáo, như sự hiến tế người, chế độ nô lệ, giết trẻ sơ sinh và đa thê.
Các Kitô hữu đã có vô số đóng góp cho sự tiến bộ của con người trong một loạt các lĩnh vực rộng lớn và đa dạng, cả trong lịch sử và thời hiện đại, bao gồm cả khoa học và công nghệ, y học, mỹ thuật và kiến trúc, chính trị, văn học, âm nhạc, từ thiện, triết học, :15 đạo đức, kịch nghệ và kinh doanh. Theo 100 Years of Nobel Prizes, một đánh giá về giải thưởng Nobel từ năm 1901 đến năm 2000 cho thấy (65,4%) người đoạt giải Nobel, là những người theo Kitô giáo dưới nhiều hình thức khác nhau. Kitô hữu Đông phương (đặc biệt là Kitô hữu Nestorian) cũng đã đóng góp cho Nền văn minh Hồi giáo Ả Rập trong thời kỳ Ummayad và Abbasid bằng cách dịch các tác phẩm của các triết gia Hy Lạp sang tiếng Syriac và sau đó sang tiếng Ả Rập. Họ cũng xuất sắc về triết học, khoa học, thần học và y học.
Kitô hữu văn hóa là những người thế tục có di sản Kitô giáo, những người có thể không tin vào những niềm tin tôn giáo của Kitô giáo, nhưng vẫn giữ mối quan hệ với văn hóa, nghệ thuật, âm nhạc phổ biến, v.v. Một ứng dụng thường xuyên khác của thuật ngữ này là để phân biệt các nhóm chính trị trong các lĩnh vực có nền tảng tôn giáo hỗn hợp.

## Âm nhạc
Âm nhạc Kitô giáo là các thể loại nhạc diễn tả niềm tin cá nhân hoặc cộng đoàn trong cuộc sống và đức tin Kitô giáo. Các chủ đề phổ biến của âm nhạc Kitô giáo bao gồm ca ngợi, thờ phượng, sám hối và khấn xin.
| Josquin des Prez (1450/1455 – 1521) | Claudio Monteverdi (1567–1643) | Antonio Vivaldi (1678–1741) | Johann Sebastian Bach (1685–1750) | Wolfgang Amadeus Mozart (1756–1791) | Ludwig van Beethoven (1770–1827) | Franz Schubert (1797–1828) | Franz Liszt (1811–1886) | Anton Bruckner (1824–1896) |
| ----------------------------------- | ------------------------------ | --------------------------- | --------------------------------- | ----------------------------------- | -------------------------------- | -------------------------- | ----------------------- | -------------------------- |
|                                     |                                |                             |                                   |                                     |                                  |                            |                         |                            |

## Văn học

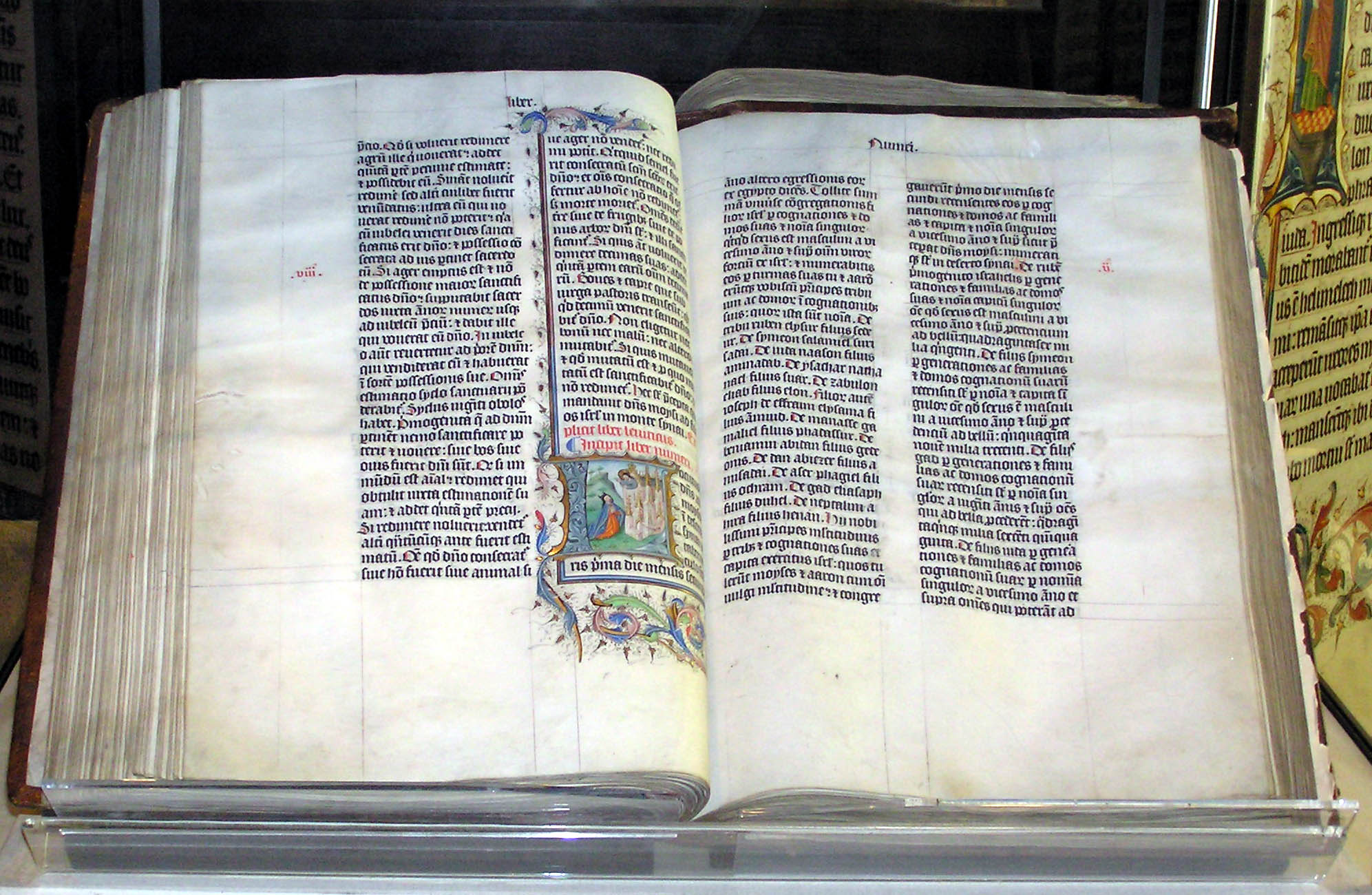
Kinh Thánh Gutenberg, sở hữu bởi người Do Thái vào thời đại đồ sắt và thời kỳ cổ điển. Cuốn sách bao gồm giá trị văn hóa, nhân phẩm, thần thoại và đức tin của cả Do Thái giáo và Kitô giáo.

Văn học Kitô giáo là các tác phẩm văn học liên quan đến những chủ đề Kitô giáo và kết hợp quan điểm Kitô giáo về thế giới.